# Khān Jānkhānī
Khān Jānkhānī (persiska: Khān Jān Khānī, خان جان خانی, خان جانخانی) är en ort i Iran.   Den ligger i provinsen Lorestan, i den västra delen av landet, 400 km sydväst om huvudstaden Teheran. Khān Jānkhānī ligger 1 427 meter över havet och antalet invånare är 512.
Terrängen runt Khān Jānkhānī är huvudsakligen kuperad, men den allra närmaste omgivningen är platt. Runt Khān Jānkhānī är det ganska tätbefolkat, med 72 invånare per kvadratkilometer. Närmaste större samhälle är Khorramābād, 9,2 km sydväst om Khān Jānkhānī. Omgivningarna runt Khān Jānkhānī är i huvudsak ett öppet busklandskap.